# Cordocentesis
La cordocentesis, también denominada «muestreo percutáneo de sangre del cordón umbilical», es un análisis de diagnóstico prenatal en el que se toma una muestra de la sangre del bebé del cordón umbilical para analizarla

## Procedimiento
La cordocentesis se utiliza cada vez menos. Esto se debe a que algunos procedimientos de diagnóstico que conllevan un riesgo menor de pérdida fetal, como la amniocentesis y el análisis de vellosidades coriónicas, pueden usarse en lugar de la cordocentesis para el diagnóstico prenatal de enfermedades. Sin embargo, la cordocentesis puede realizarse si otros análisis prenatales no suministran una cantidad suficiente u oportuna de información de diagnóstico.

## Riesgos
Sangrado fetal. El sangrado de la zona donde se inserta la aguja es la complicación más frecuente de la cordocentesis. Si se presenta un sangrado que puede poner en riesgo la vida del feto, tu profesional de salud podría recomendar la reposición de productos sanguíneos para el feto. Hematoma en el cordón. Podría ocurrir una acumulación de sangre fetal dentro del cordón durante la cordocentesis o después de ella. La mayoría de los bebés no presentan síntomas cuando ocurre esto último. Sin embargo, algunos bebés podrían tener una frecuencia cardíaca baja durante un breve período de tiempo. Si el hematoma es estable, el profesional de salud observará al bebé. Si el hematoma no es estable o si la frecuencia cardíaca del bebé no se recupera, tu profesional de salud recomendará una cesárea de urgencia. Disminución de la frecuencia cardíaca del bebé. La frecuencia cardíaca del bebé podría disminuir temporalmente después de una cordocentesis. Infección. Excepcionalmente, la cordocentesis puede provocar una infección uterina o fetal. Sangrado maternofetal. La sangre fetal puede ingresar a la circulación materna en aproximadamente el 40 por ciento de los procedimientos. La cantidad de sangrado suele ser pequeña. Este problema es más frecuente cuando la placenta se apoya en la parte de adelante del útero. Pérdida del embarazo. La cordocentesis conlleva un mayor riesgo de pérdida fetal que cualquier otro estudio de diagnóstico prenatal, como el análisis de vellosidades coriónicas y la amniocentesis. El riesgo es de aproximadamente 1,4 a 1,9 por ciento para un feto de apariencia normal al cual se le realizan estudios de trastornos genéticos. Sin embargo, debido a que muchos bebés están enfermos cuando les realizan el estudio, suele ser difícil determinar si la pérdida fetal está relacionada con el procedimiento en sí o con la salud del bebé.